# Deutsche Auslandshandelskammer
Auslandshandelskammern, auch bilaterale Handelskammer, vertreten die Interessen von Firmen ihres Heimatlandes in einem anderen Land (z. B. Deutsch-Französische Industrie- und Handelskammer; Deutsch-Argentinische Industrie- und Handelskammer bzw. Britische Handelskammer in Frankreich oder AmCham - Handelskammer der USA für Deutschland) und/oder die Förderung der wechselseitigen Unternehmensbeziehungen ganz allgemein. Insbesondere unterstützen sie Ansiedlungs- und Investitionsvorhaben sowie die Geschäftsanbahnung im Ausland und den Export durch ein Dienstleistungsangebot, das in einzelnen Fällen auch Routineaufgaben wie Buchhaltung und Gehaltsabrechnung einschließen kann.

Logo der Deutschen Auslandshandelskammern

Deutsche Auslandshandelskammern, kurz AHK, sind in Ländern vertreten, die für die deutsche Wirtschaft von besonderem Interesse sind. Die erste AHK wurde 1894 in Brüssel gegründet. Heute gibt es sie an 150 Standorten in 93 Ländern (Stand 2024).

## Organisationsformen
AHKs gibt es in drei Organisationsformen, je nachdem, wie es die rechtlichen Rahmenbedingungen in den Gastländern ermöglichen:
- Bilaterale Auslandshandelskammern
Dies sind Einrichtungen mit wirtschaftlicher Selbstverwaltung, die von Mitgliedsunternehmen mit Sitz in den jeweiligen Gastländern und in Deutschland getragen werden.
- Delegationen und Repräsentanzen
Delegationen und Repräsentanzen der Deutschen Wirtschaft sind in der Regel Übergangsformen auf dem Weg hin zur Gründung von weiteren bilateralen Auslandshandelskammern. Sie befinden sich in Staaten, in denen eine bilaterale Auslandshandelskammer rechtlich (noch) nicht zugelassen ist oder in denen eine Gründung gerade vorbereitet wird.

AHKs (Auslandshandelskammern) sind vollständig privatwirtschaftlich organisierte Institutionen – weder staatlich noch diplomatisch –, die sich für die Interessen ihrer Mitglieder engagieren und kostenpflichtige Dienstleistungen zur Unterstützung des internationalen Markteintritts anbieten.
Im Gegensatz dazu dürfen Delegationen und Repräsentanzen rechtlich keine Mitglieder haben. Sie arbeiten häufig mit Sponsoring-Modellen, die ebenfalls kostenpflichtig sind. Auch Delegationen bieten entgeltliche Dienstleistungen an.

## Funktionen
- AHKs vereinen an ihren Standorten bis zu zwei Funktionen.

- Mitgliederorganisationen

Die bilateralen Auslandshandelskammern haben insgesamt über 48.000 Mitgliedschaften. Darin sind auch Mehrfachmitgliedschaften enthalten. In allen AHKs sind darüber hinaus auch Industrie- und Handelskammern, kurz IHKs, unter den Mitgliedern vertreten. Daneben gibt es auch andere Wirtschaftsverbände und Institutionen, die sich den AHKs als Mitglieder angeschlossen haben. Auskunft darüber geben die Mitgliederverzeichnisse der einzelnen AHKs.
- Dienstleister für Unternehmen

AHKs unterstützen die Marktinteressen deutscher Unternehmen im Gastland. Unter der Servicemarke „DEinternational“ bieten sie deutschen und ausländischen Unternehmen zum einen weltweit vergleichbare sowie je nach Standort spezifische Dienstleistungen an.
Konkret unterstützen die AHK deutsche und ausländische Investoren bei:
- Marktinformationen aus erster Hand
- Partner- und Kundensuche
- dem Erreichen höherer Sichtbarkeit
- Beratungen und Dienstleistungen rund um das Geschäft im Ausland.

## Finanzierung
Die AHKs beziehen ihre Einnahmen zum größten Teil aus den unter ihrer Servicemarke „DEinternational“ angebotenen Dienstleistungen sowie den Beiträgen von Unternehmen für die Mitgliedschaft. Für die Wahrnehmung von Aufgaben der Außenwirtschaftsförderung im öffentlichen Interesse erhalten die AHKs außerdem sog. Zuwendungen vom Bundesministerium für Wirtschaft und Klimaschutz (BMWK).
Neben ihren eigenen Einnahmen erhalten die Auslandshandelskammern (AHKn) umfangreiche finanzielle Unterstützung vom Bund. In den letzten Jahren betrugen die direkten Zuschüsse etwa 60 Millionen Euro, während zusätzlich indirekte Zuschüsse in Höhe von weiteren ca. 25 Millionen Euro gewährt wurden.

## Aufsicht und Kritik
Das Netzwerk steht an mehreren Fronten in der Kritik:
- Transparenz: Der Bundesrechnungshof hat unzureichende Mechanismen zur Leistungsevaluierung und finanziellen Aufsicht festgestellt, einschließlich unklarer Gehaltsstrukturen und uneinheitlicher Buchhaltungspraktiken.[4][5]

- Vergütung der Geschäftsführung: Medienberichte machten ein CEO-Gehalt von bis zu 400.000 Euro bei der AHK London öffentlich und lösten damit eine Debatte über Transparenz und Angemessenheit aus.[6][7][8]

- Governance: Im Jahr 2023 trat der Vizepräsident der AHK Griechenland aufgrund von Interessenskonflikt-Vorwürfen zurück.[9]

- Umgang mit historischer Verantwortung: Die AHK in São Paulo wurde dafür kritisiert, Personen geehrt zu haben, die mit der brasilianischen Militärdiktatur in Verbindung stehen.[10]

- Mutmaßlicher Missbrauch öffentlicher Mittel und Verstöße gegen Verhaltensregeln:  Mehrere Fraktionen im Deutschen Bundestag – darunter Bündnis 90/Die Grünen, Die Linke und die AfD – haben zahlreiche parlamentarische Anfragen zu Hinweisen auf mögliche Missstände gestellt. Dabei geht es unter anderem um den ordnungsgemäßen Einsatz öffentlicher Mittel, die Einhaltung von Verhaltenskodizes und Compliance-Richtlinien, etwa im Hinblick auf die Beschäftigung von Ehepartnern oder Verwandten, den respektvollen Umgang mit Gastländern sowie um ethische Standards innerhalb der Auslandshandelskammern (AHK). Diese Bedenken wurden auch von deutschen und internationalen Medien aufgegriffen, die über das mutmaßliche Fehlverhalten berichteten und kritische Fragen aufwarfen.[11][12][13][14][15][16][17][18][19][20][21][22]
- Möglicher Fall von Amtsanmaßung: In weiteren parlamentarischen Anfragen an die deutsche Bundesregierung wurde ein möglicher Fall von Amtsanmaßung[23] bei der AHK VAE (German-Emirati Joint Council for Industry and Commerce) in Dubai thematisiert. Die Bundesregierung bestätigte in ihrer Antwort, dass im dortigen Registerauszug die AHK als „Government Liaison Office“ – also als staatliches Verbindungsbüro – mit der deutschen Bundesregierung als Eigentümer eingetragen ist. Gleichzeitig stellte die Bundesregierung klar, dass die AHK weder eine staatliche Institution sei noch sich im Eigentum der Bundesregierung befinde. https://dserver.bundestag.de/btd/21/009/2100929.pdf

- Förmliche Rüge gegen den Deutschen Industrie- und Handelskammertag (DIHK):* Die Bundesbeauftragte für den Datenschutz und die Informationsfreiheit (BfDI) erließ am 4. August 2025 eine förmliche Rüge[24] gegen den DIHK wegen Verstößen gegen die Datenschutz-Grundverordnung (DSGVO).

Die BfDI stellte fest, dass der DIHK im Zusammenhang mit seiner Mitverantwortung bei der Betreuung der Auslandshandelskammern – konkret der AHK Irak – Auskunftspflichten nach Art. 15 DSGVO verletzt hatte, indem einer ehemaligen Mitarbeiterin Informationen und Unterlagen ganz oder teilweise verweigert wurden. Außerdem wurden personenbezogene Daten, darunter Gehaltsabrechnungen, ohne Rechtsgrundlage aus E-Mail-Konten gelöscht. Die Rüge erfolgte gemäß Art. 58 DSGVO.
Die AHKs beanspruchen in ihrer Außendarstellung mitunter eine besondere Stellung im Rahmen der deutschen Außenwirtschaftsförderung. Kritisiert wird dabei, dass gelegentlich der Eindruck eines gesetzlich verankerten Mandats erweckt werde. Tatsächlich existiert keine gesetzliche Grundlage, die den AHKs eine exklusive Zuständigkeit für den Außenwirtschaftsverkehr oder die Interessenvertretung deutscher Unternehmen im Ausland zuspricht. Weder das Außenwirtschaftsgesetz (AWG) noch andere einschlägige Gesetze enthalten entsprechende Bestimmungen. Auch das Bundesministerium für Wirtschaft und Energie (BMWE) stellte in einer Antwort auf eine IFG-Frage über "Fragdenstaat"  klar, dass die AHKs weder gesetzliche Alleinvertretungsansprüche besitzen, noch staatliche oder offizielle Kammern der Bundesregierung seien.
Weitere Kritik richtet sich gegen die unklare Abgrenzung zwischen wirtschaftlicher Tätigkeit und mögliche Wettbewerbsverzerrungen gegenüber privaten Marktakteuren.

## Partner
Die AHKs kooperieren in Deutschland eng mit dem BMWK, mit den deutschen Industrie- und Handelskammern, kurz IHKs (die in vielen Fällen auch Mitglieder in AHKs sind), sowie mit allen Fachverbänden, Messegesellschaften, Ländervereinen und allen weiteren Institutionen, die sich in der Außenwirtschaftsförderung engagieren. In den Gastländern kooperieren die AHKs eng mit den deutschen Auslandsvertretungen (Botschaften, Generalkonsulaten), mit Germany Trade & Invest sowie mit allen relevanten einheimischen Akteuren der Politik, Verwaltung und Wirtschaft.